# Heimatmuseum Seelze

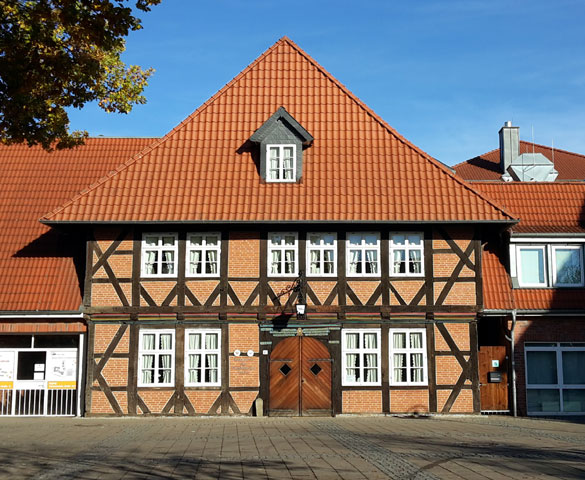
Sitz des Heimatmuseums Seelze, 2018

Das Heimatmuseum Seelze ist ein regionales Museum für die Stadt Seelze (Region Hannover) mit ihren Stadtteilen und eingemeindeten Ortschaften. Es hat seit Herbst 2018 seinen Sitz im denkmalgeschützten „Alten Krug“ in Seelze in der Hannoverschen Straße 15.

## Geschichte
Neuer Standort Seelze
Der Museumsverein fand in Seelze im historischen Fachwerkbau „Alter Krug“ neue Räume. Im Herbst 2018 wurde das Museum wieder eröffnet.
Von 1991 bis 2018 in Letter
Das bis Herbst 2018 vom Museum genutzte Gebäude in der Straße Im Sande in Seelzes Ortsteil Letter wurde 1856 für einen Schuhmacher als Vierständer-Fachwerkhaus errichtet und ist ein Baudenkmal. 1991 gestaltete die Stadt Seelze in diesem Haus Räumlichkeiten für das Museum.
Seit dieser Zeit betrieb der im gleichen Jahr gegründete Museumsverein für die Stadt Seelze e.V. das Museum, nachdem er die Räume museal einrichtete. Die Mitglieder des Museumsvereins, Zuschüsse der Stadt Seelze sowie Firmen- und Bürgerspenden ermöglichen die Museumsarbeit. Bereits 1964 hatten Sammlungen von heimatgeschichtlicher Bedeutung in einer Heimatstube im damals noch selbständigen Ort Letter einen musealen Platz gefunden. Nach weiteren Stationen fand sich für 27 Jahre das Fachwerkhaus in Letter.

## Frühere Dauerausstellung in Letter

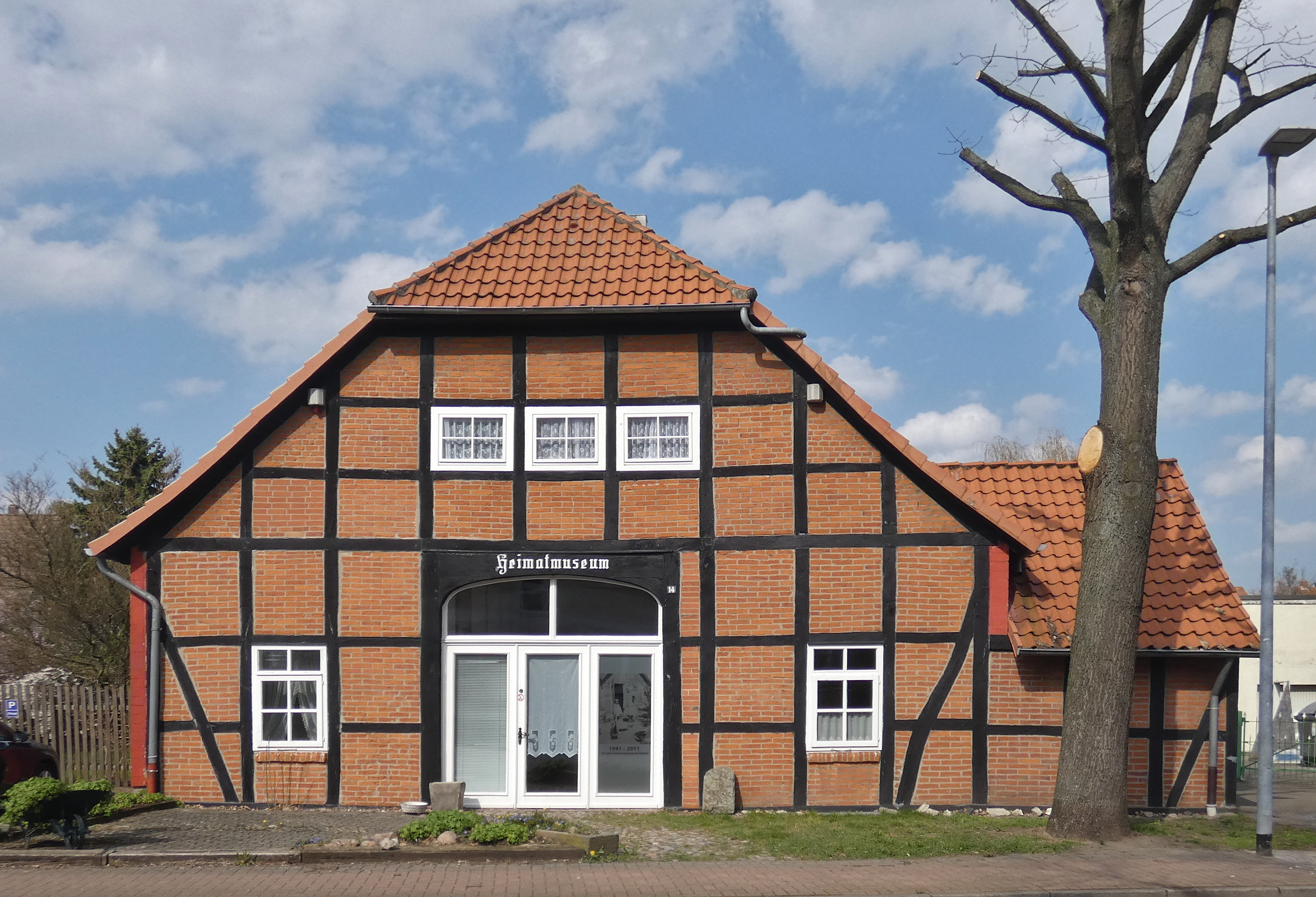
Früherer Standort des Heimatmuseums in Seelze

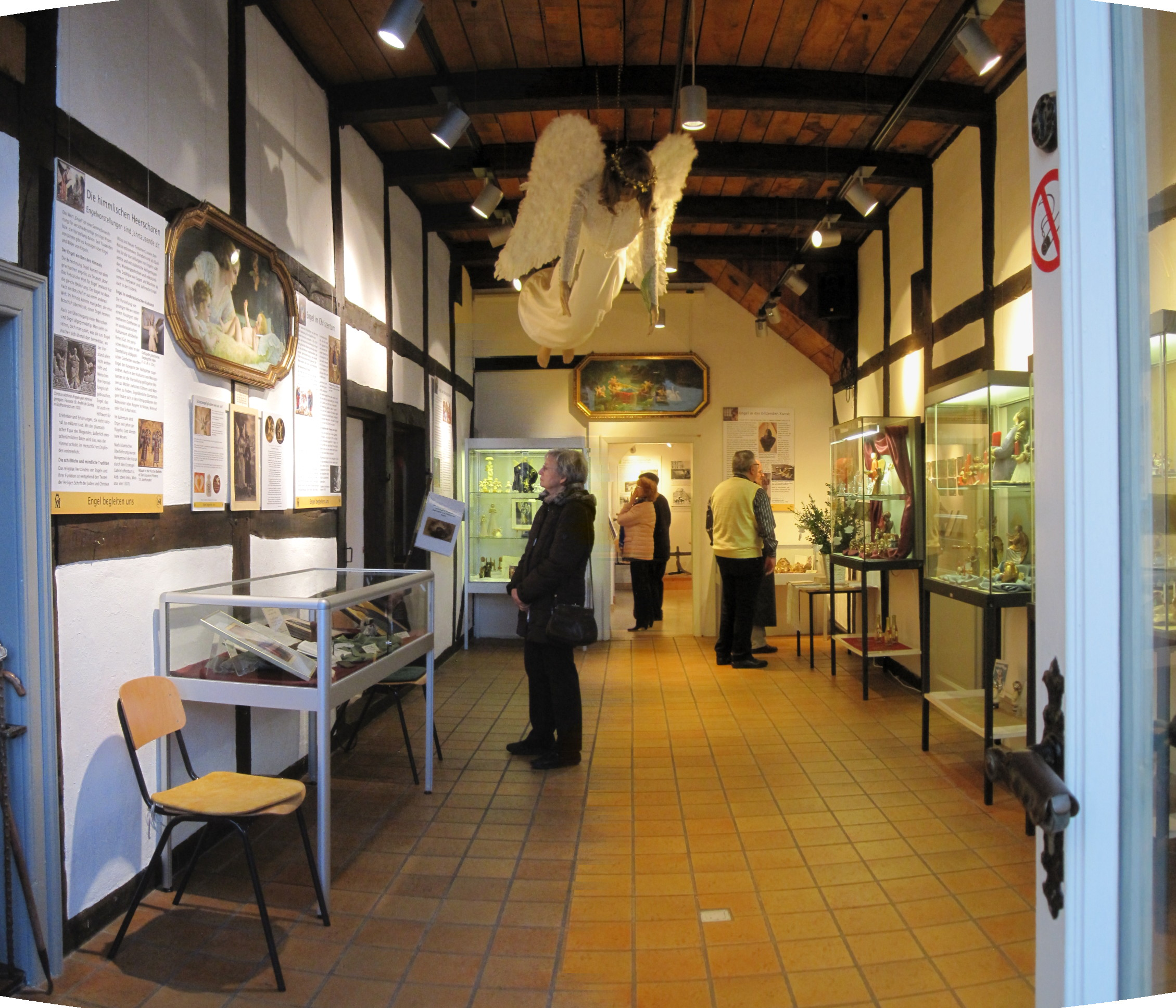
Groot Deel als zentrale Halle am früheren Standort des Heimatmuseums

In einigen Räumen im Erdgeschoss ist noch stellenweise das Fachwerk zu sehen, welches das Gerüst des Hauses bildet. Hinter der verglasten Groot Dör liegt eine große Diele.
Gute Stube
Ein Wohnzimmer im Stil der Zeit um 1900 war mit Möbeln, Gardinen, Bildern, Geschirr, Garderobe und sonstigem Inventar im Stil kleinbürgerlicher Bewohner eingerichtet. Seit 2001 konnten in diesem Raum standesamtliche Trauungen stattfinden.
Schuhmacherwerkstatt
Die Werkstatt eines Schuhmachers zeigte Exponate aus dem Anfang des 20. Jahrhunderts. Die Nähmaschine des Schusters war noch nicht mit einem Elektromotor versehen. Als Beleuchtung diente noch eine Petroleumlampe, deren Licht mit Hilfe einer Glaskugel gebündelt wird, so dass der Schumacher an seinem Arbeitsplatz besser sehen konnte. Dies ist die Schusterkugel. Urkunden über die Qualifikation des Schusters und eine alte Preisliste fehlten ebenso wenig wie Holznägel, Leder, Sohlen und anderer Schuhmacherbedarf.
Friseursalon
Aus der Zeit um 1920 stammte die Einrichtung eines Friseursalons. Das lange Leder zum Schärfen des Rasiermessers hing an der Wand. Die schon elektrisch betriebenen Wärmehauben zum Einbrennen der Dauerwellen standen bereit. Vor den Kunden waren Waschbecken zum Waschen des Haares angebracht.
Dörfliche Schulstube
Aus der Zeit um 1900 stammten Schülerbänke und -sitze, Stehpult des Lehrers sowie die Wandtafel. Die Bildtafeln und Landkarten an der Wand entstanden in einer Zeit, als der Mittellandkanal durch Seelze noch nicht gebaut war. In diesem Raum gab es regelmäßig für Schüler der Seelzer Grundschulen Schulstunden, in denen die ihnen heute unbekannte deutsche Schreibschrift, die Schrift ihrer Urgroßeltern, vermittelt und geübt wurde. Geschrieben wurde mit einem Griffel auf Schiefertafeln. Fünf ehrenamtlich Tätige schlüpften in die Rolle als Lehrende vor 100 Jahren. Auch in diesem Raum konnten Paare mit einer größeren Zahl von Gästen standesamtlich heiraten. Etwa jede vierte Hochzeit fand in Letter im Heimatmuseum statt.
Leben in Seelze
Vom Beginn der Besiedlung – mit Funden aus der Frühgeschichte – bis in die Gegenwart widmete sich der Teil der Dauerausstellung unter der Überschrift „Leben in Seelze“ der Geschichte der Stadt Seelze und ihrer elf Ortsteile. Themen waren „Anfänge und frühe Siedlungsgeschichte“ und „Traditionelle Landwirtschaft und bäuerliche Hauswirtschaft“. Unter „Wandel im 19. und 20. Jahrhundert“ wurden die industrielle Revolution mit der Ansiedlung einer Chemiefabrik, die Entwicklung Seelzes zu einer bedeutenden Eisenbahnsiedlung und die Zuwanderung von Vertriebenen und Flüchtlingen nach dem Zweiten Weltkrieg behandelt.

Frühere Dauerausstellung am alten Standort in Letter
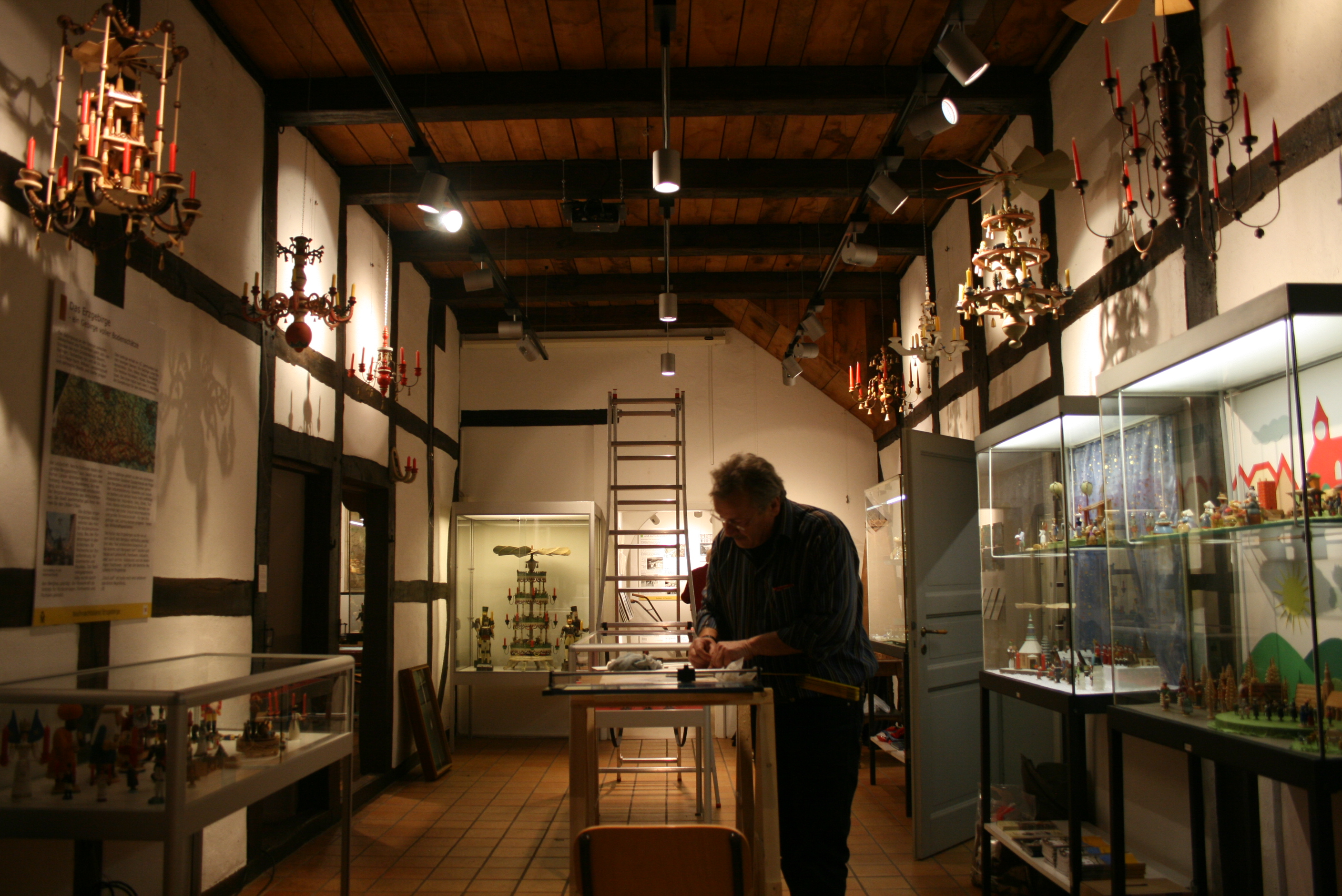
Die Diele während des Aufbaus einer Ausstellung
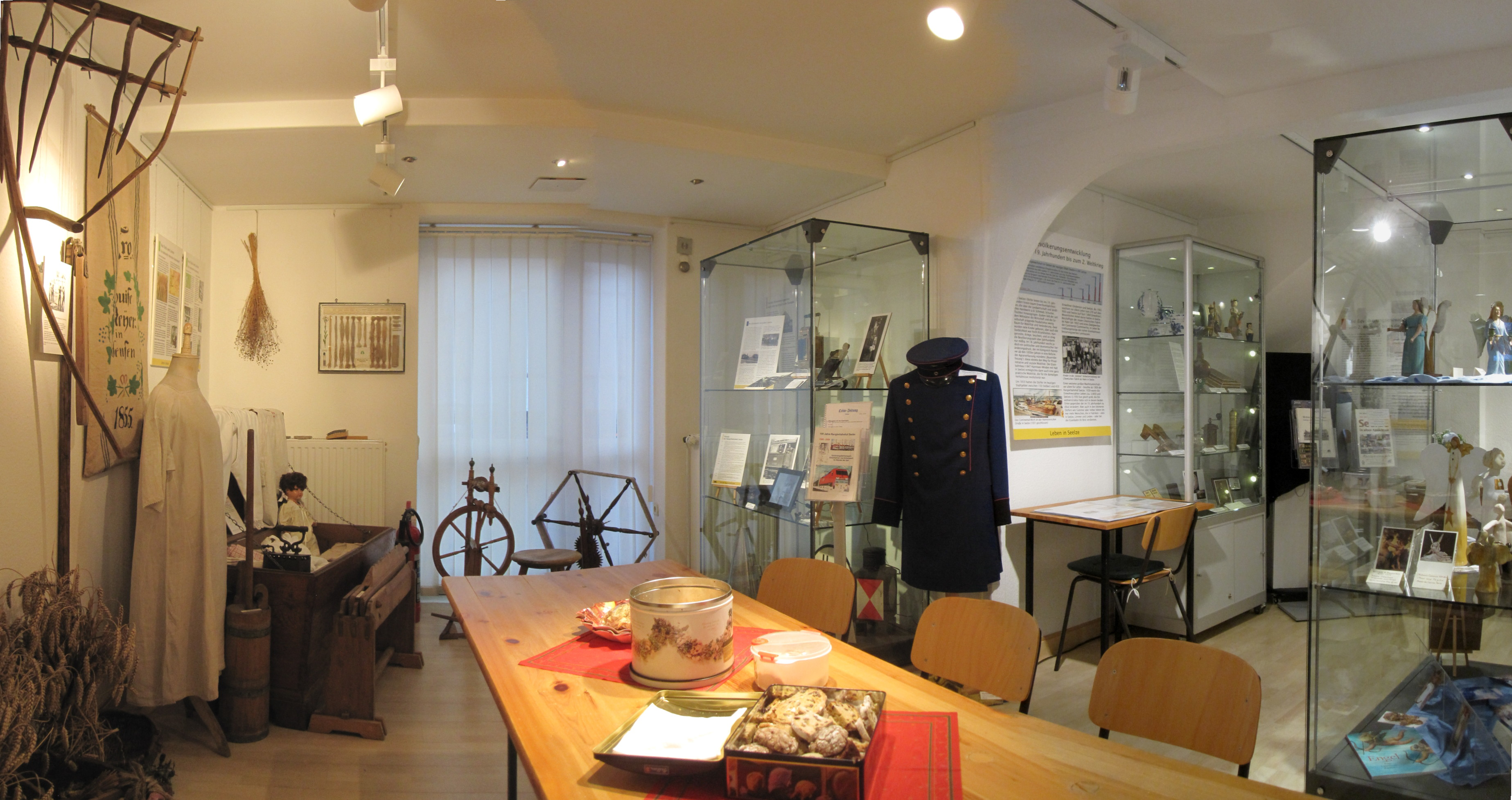
Ländliches Leben und Entwicklung zur Stadt
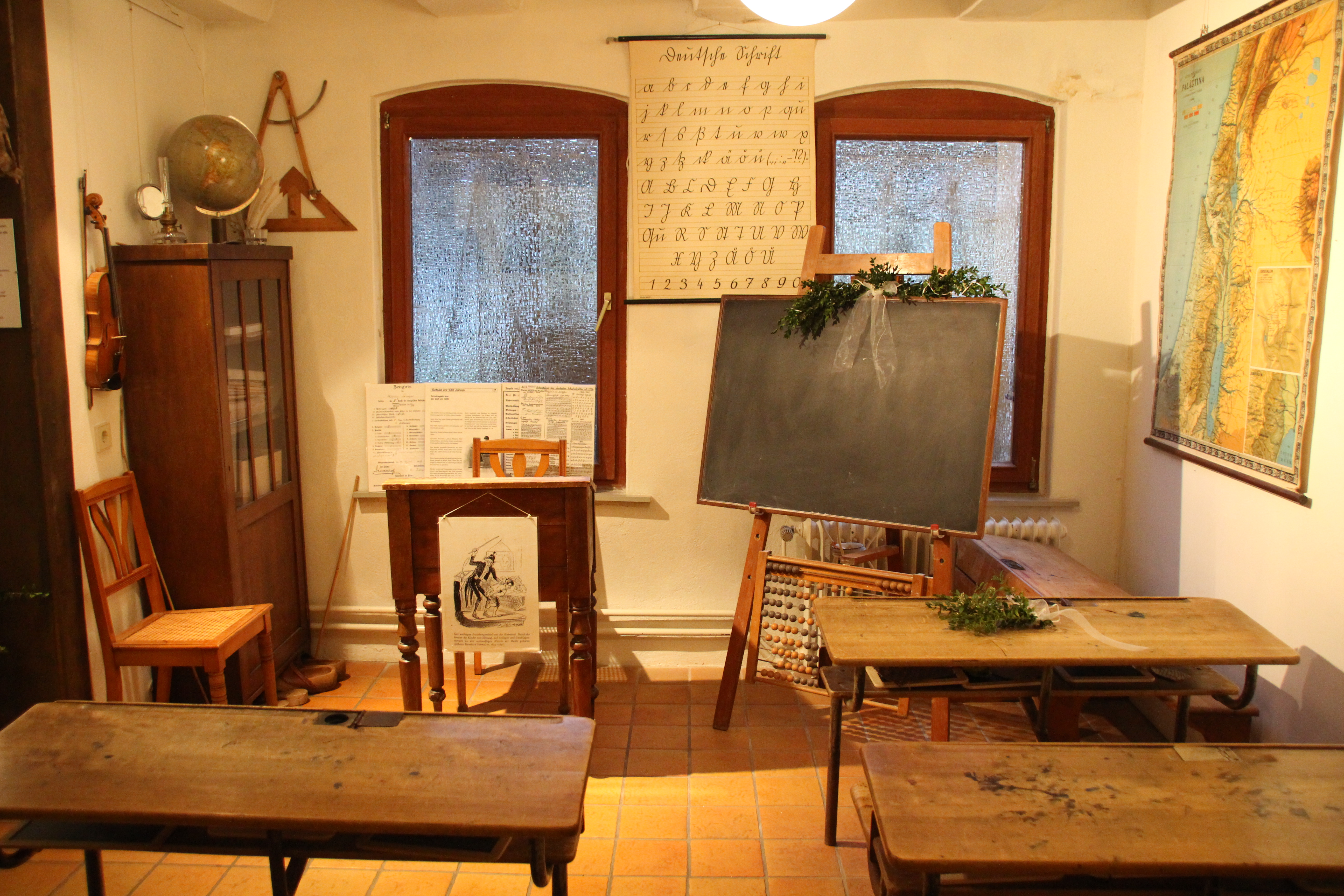
Schulstube von 1900
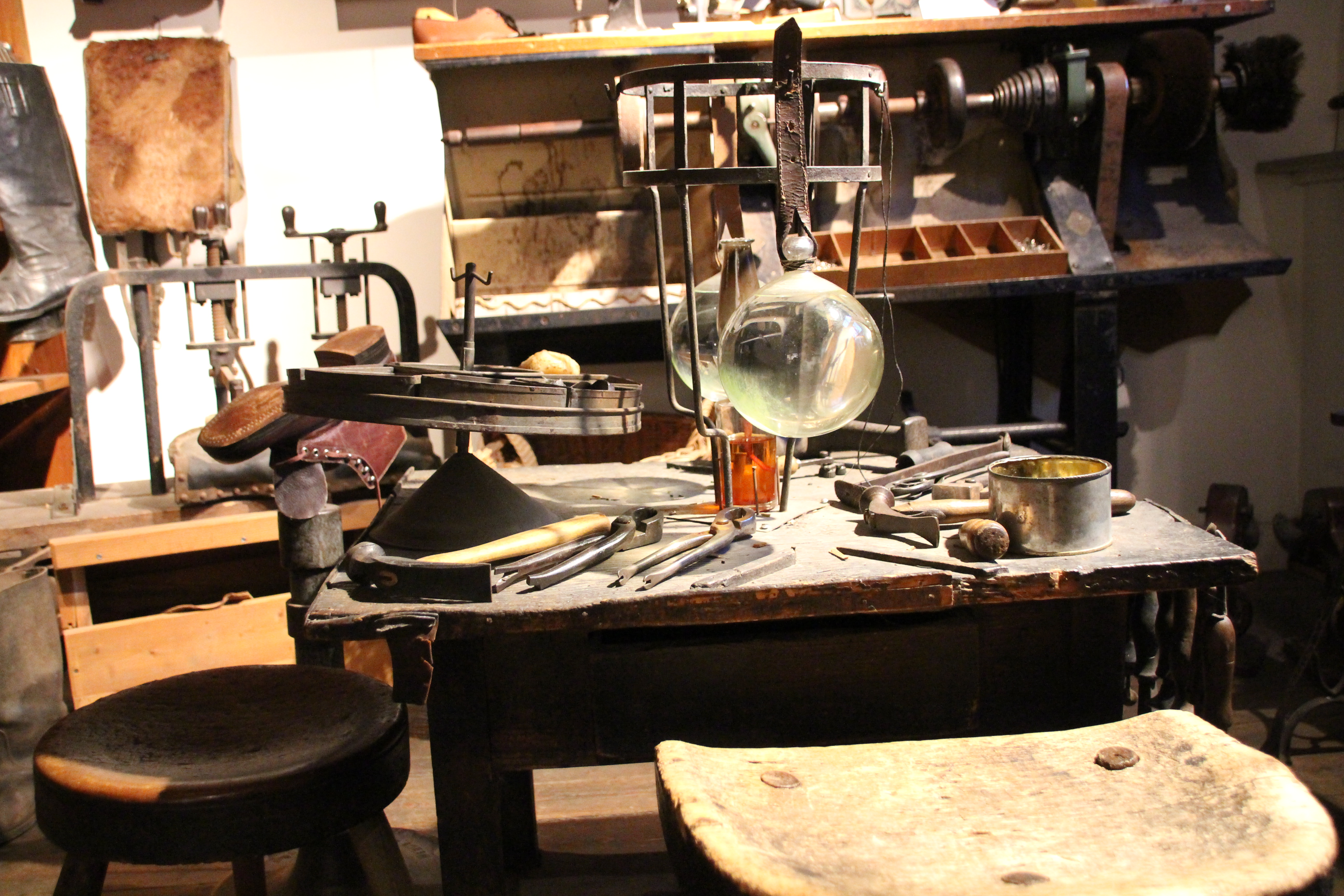
Schuhmacherwerkstatt mit Schusterkugel
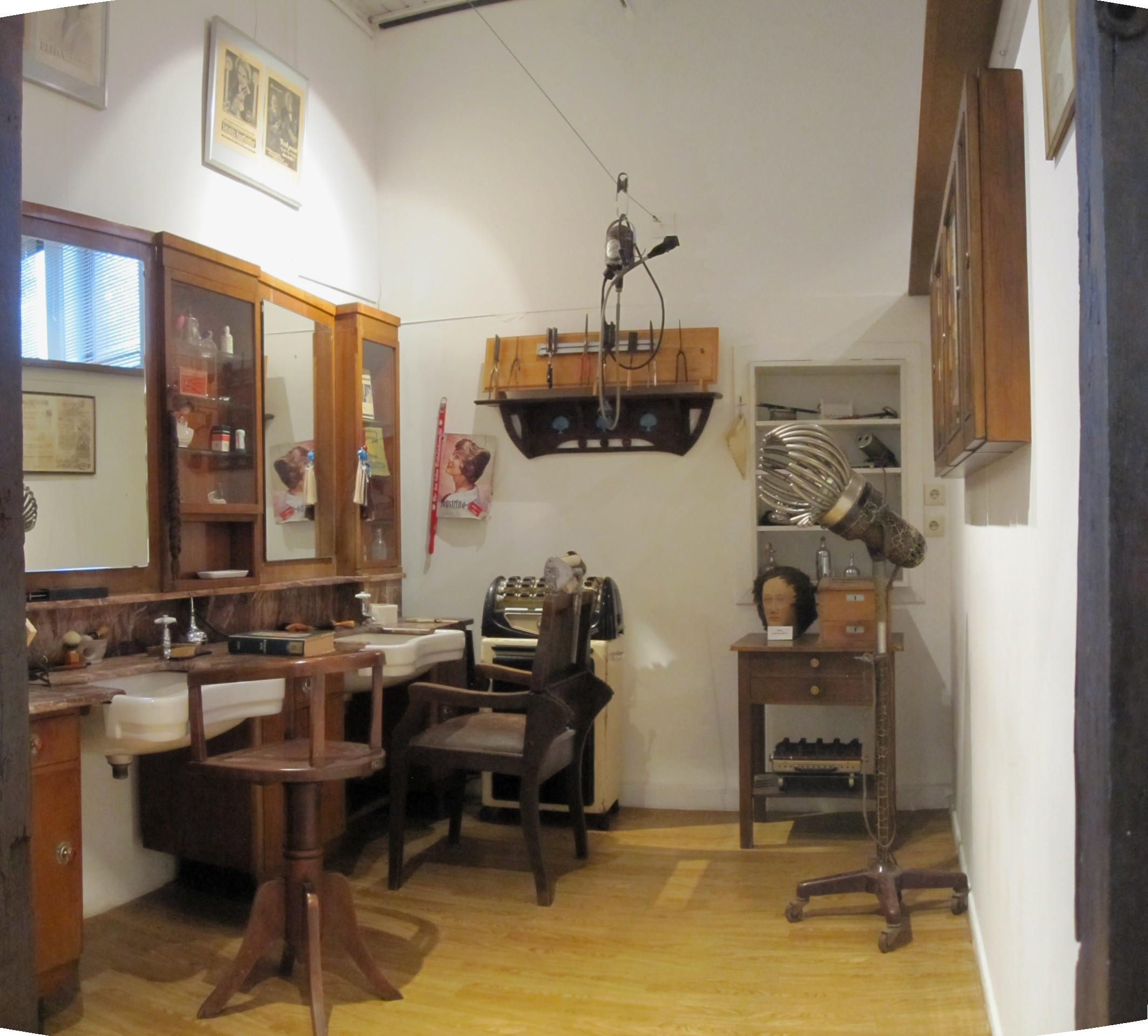
Friseursalon von 1920
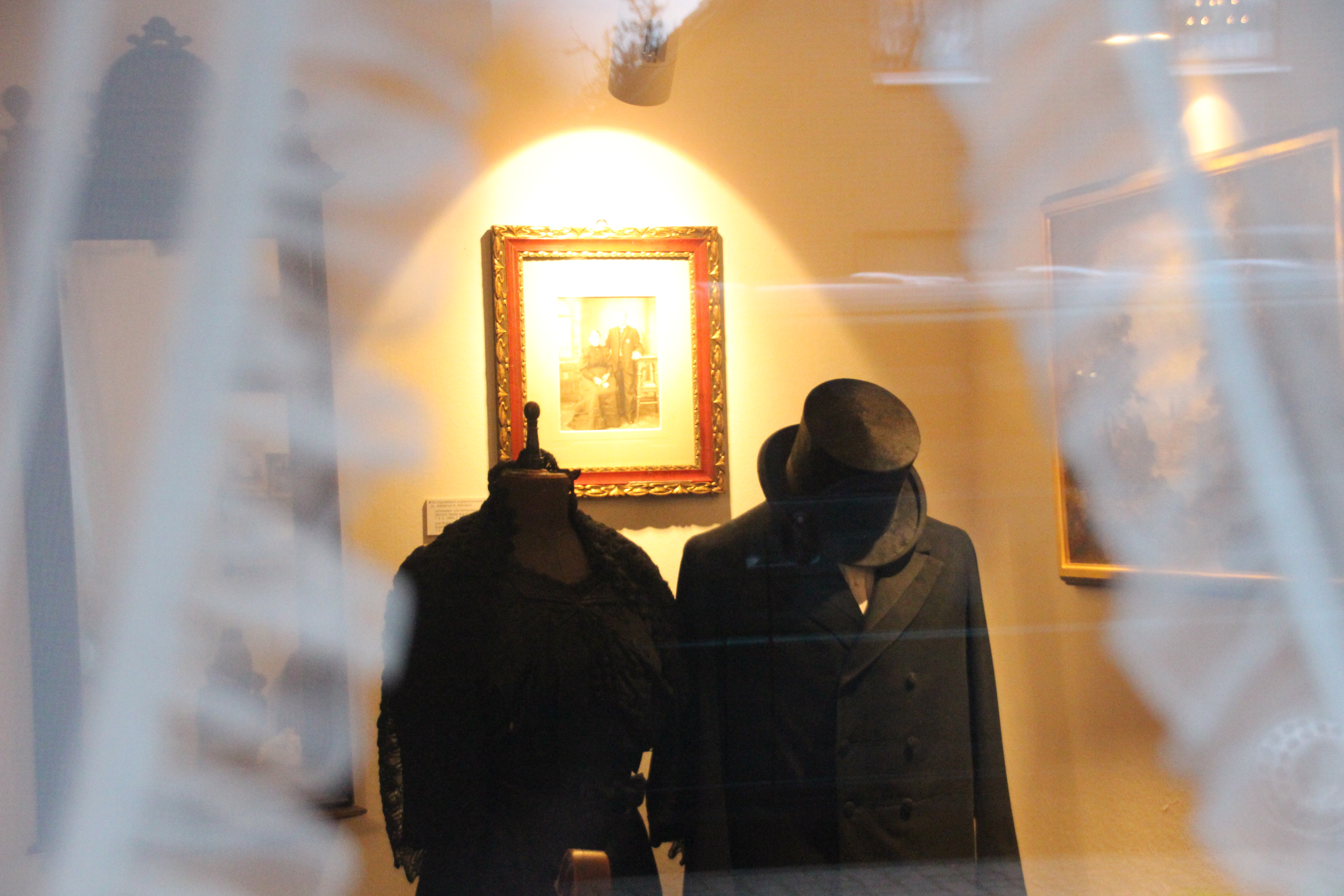
Blick von außen in die Gute Stube von 1900

## Sonderausstellungen
Mehrmals jährlich gestaltet das Museum Ausstellungen zu regionalen, aber auch allgemein interessierenden Themen. 83 dieser Ausstellungen wurden von 1991 bis 2016 gezeigt. In den Jahren seit 2010 waren Themen: „Kunst im Museum III“, „Drehorgeln – Sammlung Weber“, „Zuckerrübenanbau im Calenberger Land und Zuckerwürfelsammlung Mohn“, „Museumsschätze – Was wir haben, wonach wir suchen“, „Es war einmal“ – Märchenhaftes im Heimatmuseum, „Adolf Wissel – ein Maler aus Seelze“, „Weihnachtsland Erzgebirge“, „100 Jahre katholische Kirche in Seelze“, „Bethlehem ist überall - Krippen aus aller Welt“, „Kunst im Museum IV“, „Der Erste Weltkrieg 1914-1918“, „Leben in Seelze im 20. Jahrhundert“,  „Engel begleiten uns“, „Alte Handarbeiten“, „Altes Spielzeug – Kinderwelten – Retrospektive“.
Für 2016 wird das Ereignis der Eröffnung des Mittellandkanals vor 100 Jahren aufgegriffen. In einer Sonderausstellung geht es um „100 Jahre Mittellandkanal und seine Bedeutung für die Stadt Seelze“. 2017 gab es die Ausstellung „Kunst im Museum“, 2018 die Ausstellungen „Kinder in Seelze von 1905 bis in die 1960er Jahre“ und „Schule im Wandel der Jahrhunderte – Die Entwicklung der Seelzer Dorfschulen“.

Sonderausstellungen
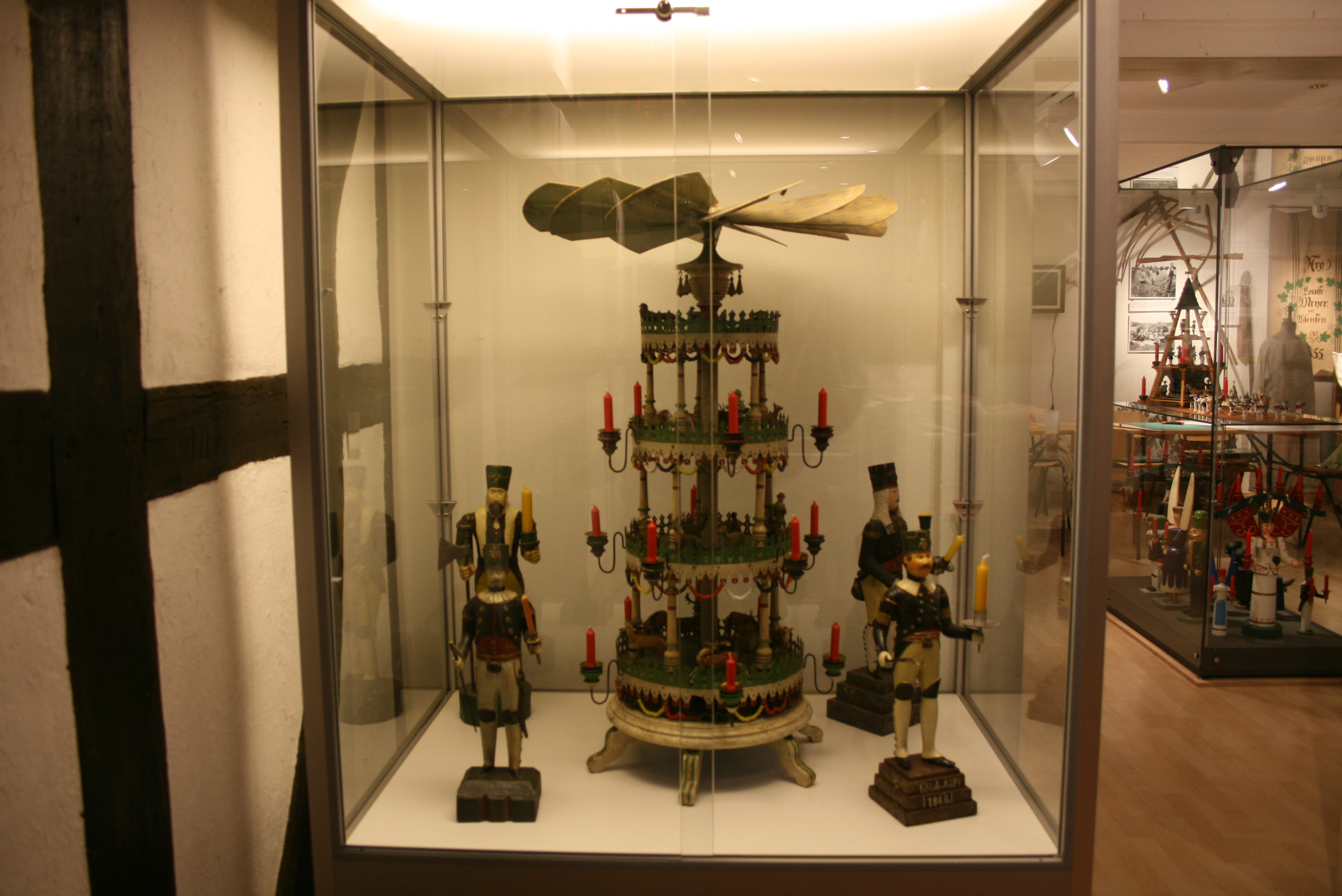
2012: Sonderausstellung „Weihnachtsland Erzgebirge“ – Pyramiden
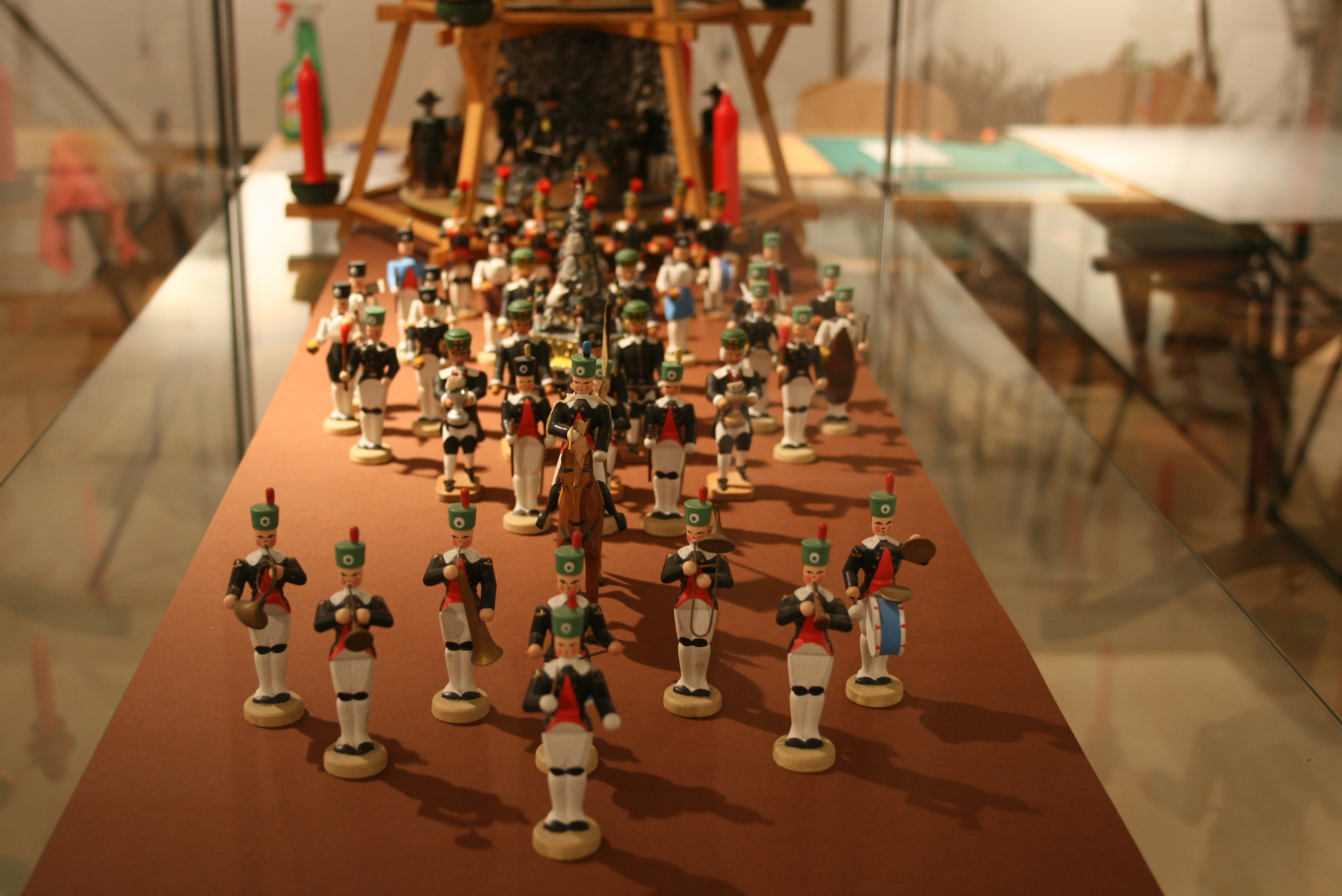
Bergparade – Figuren aus dem Erzgebirge
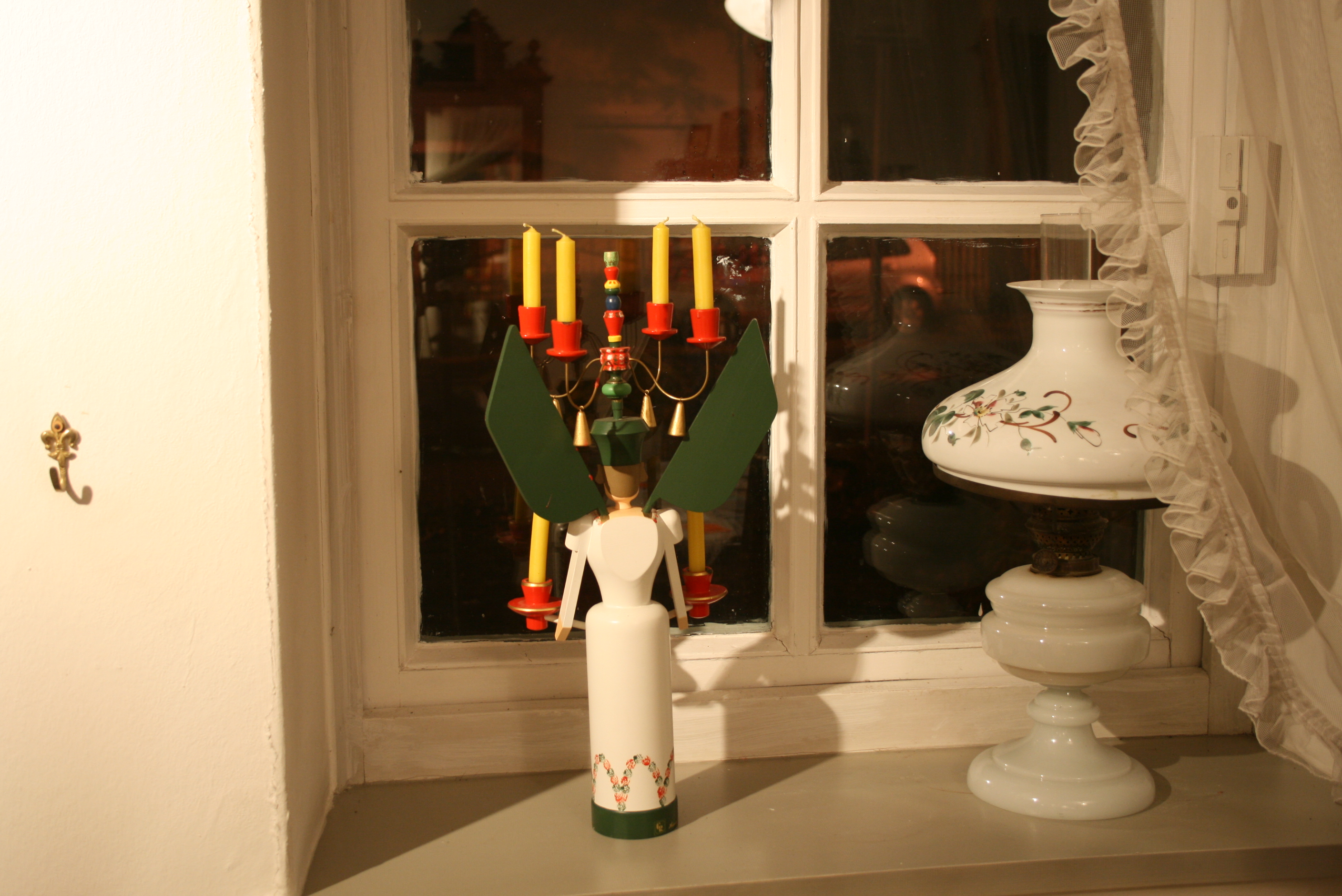
Ein Weihnachtsengel blickt aus der guten Stube
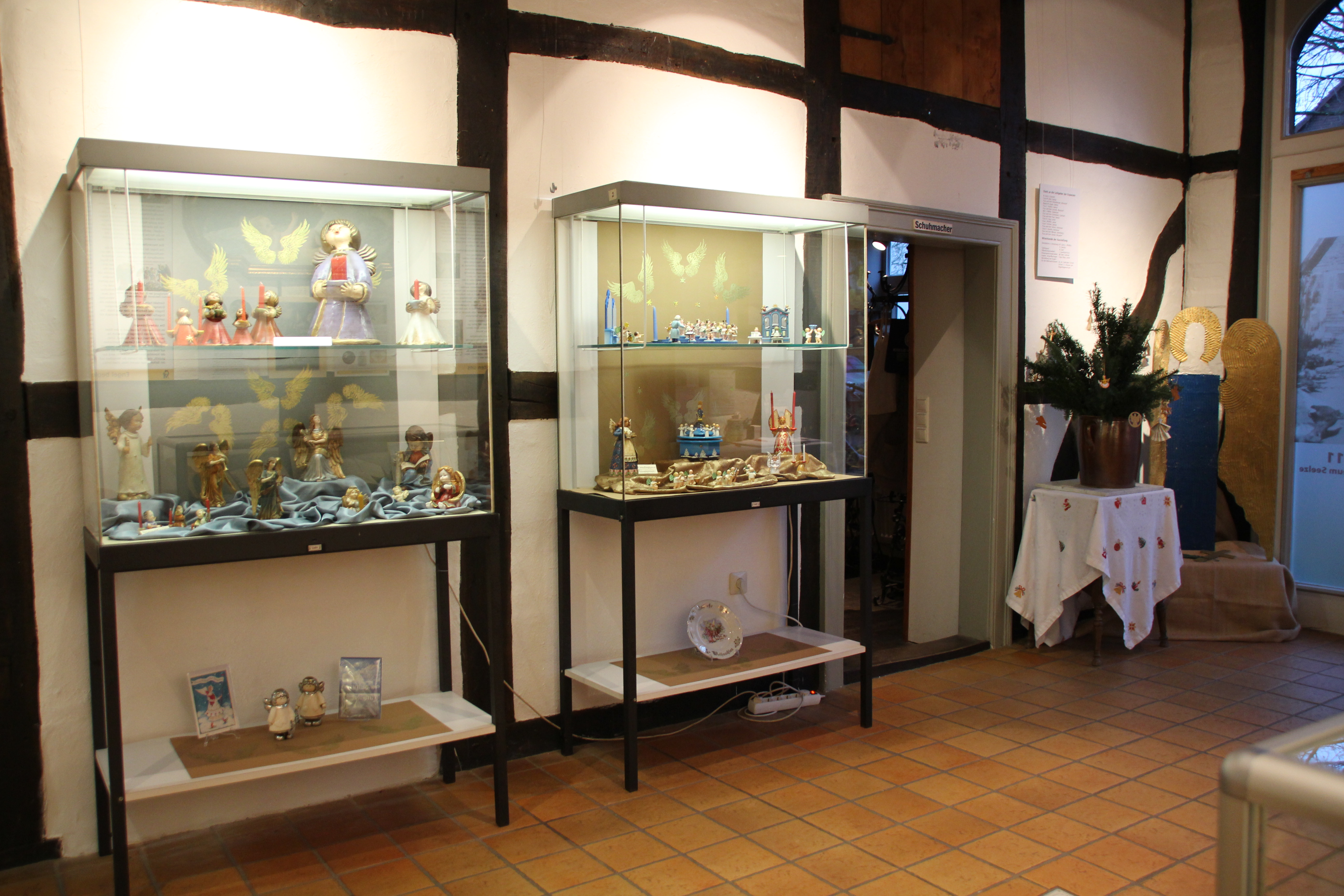
2015: Sonderausstellung „Engel begleiten uns“
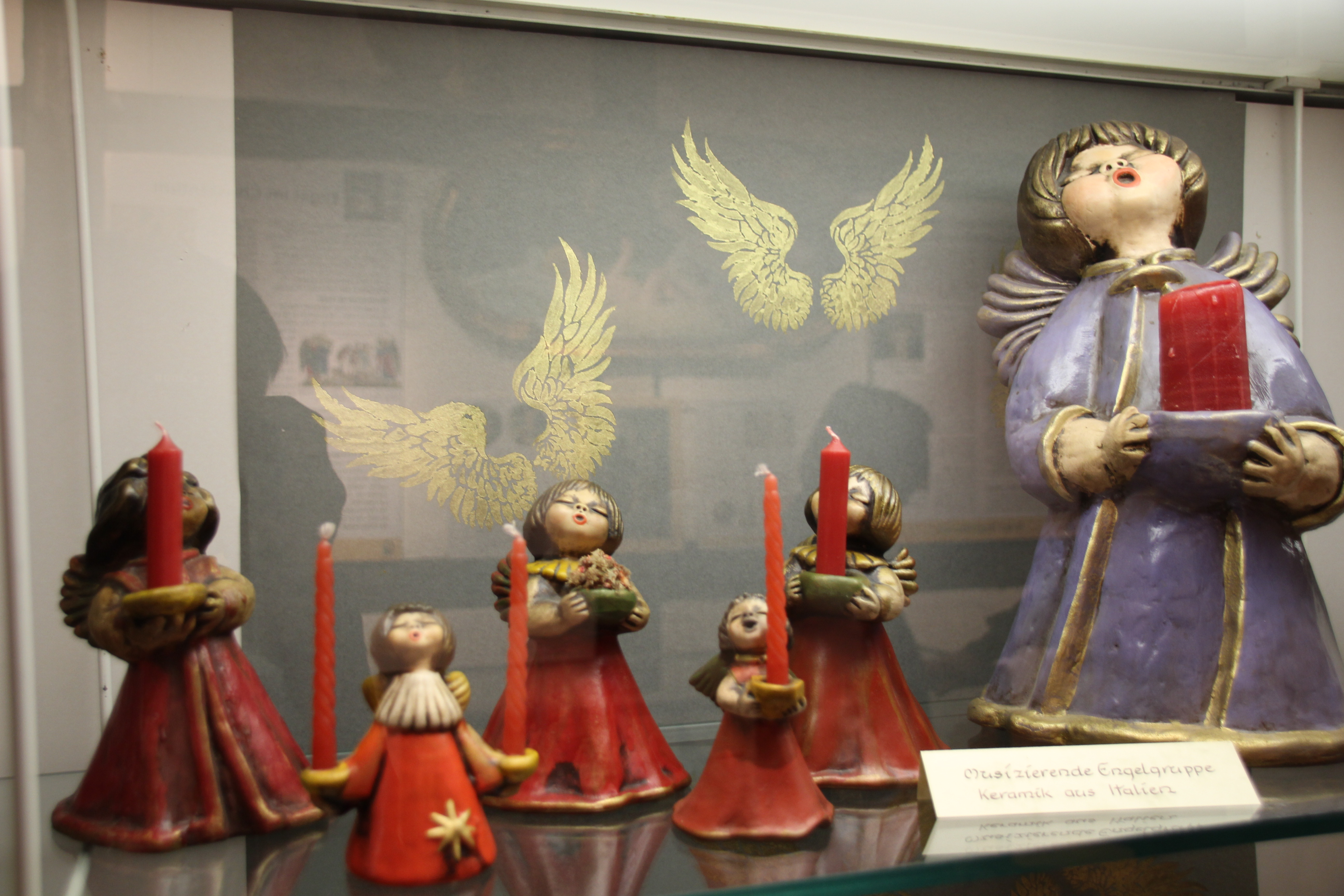
Singende Engel in einer Vitrine
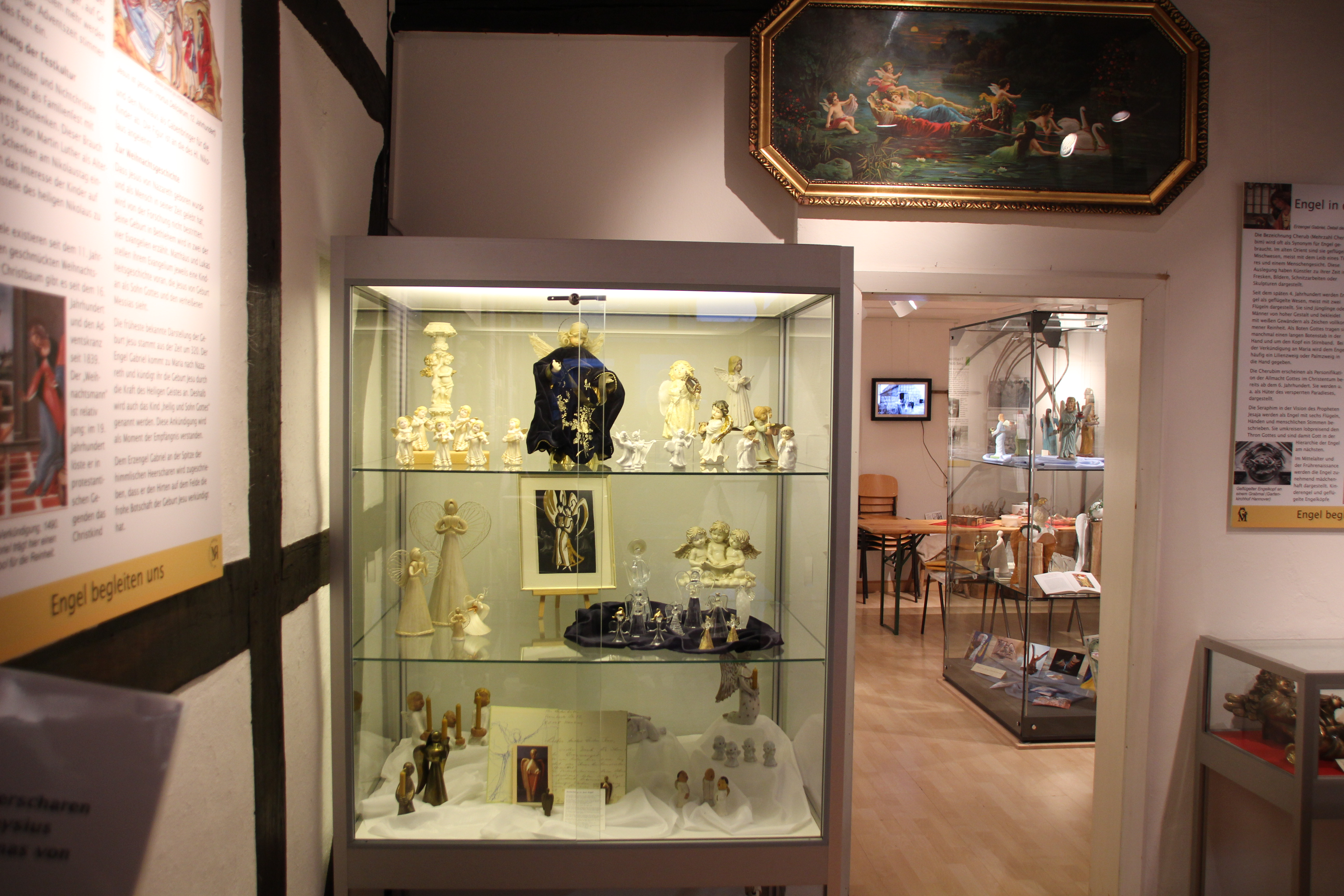
Blick in die Engelausstellung

## Publikationen
Nach Einstellung der Reihe „Seelzer Geschichtsblätter“, die von 1988 bis 1998 erschienen und in denen Mitglieder des Museumsvereins über historische Ereignisse Seelzes und seiner Region publizierten, gibt der Museumsverein aus Anlass von Sonderausstellungen Publikationen heraus, in denen „das historische örtliche und überörtliche Umfeld der jeweiligen Sonderausstellung“ beleuchtet wird. In dieser Reihe erschienen unter anderem:
- Heinz Gehrke, Horst Henze, Ingrid Kretschmann und Erika Turek: Heimatmuseum Seelze. 25 Jahre. 1991-2016. Erinnerungen und Bilanz, Seelze 2016
- Norbert Saul: Seelze in alten Ansichten – Fotos von allen Stadtteilen von 1900 an, Seelze 2011
- Norbert Saul: Zuckerrübenanbau und Zuckergewinnung im Calenberger Land und anderswo. Eine Zeittafel, Seelze 2010
- verschiedene Autoren: 100 Jahre Rangierbahnhof Seelze – 1909-2009, Seelze 2009
- Woher wir kommen – 150 Jahre Zuwanderung nach Seelze. Seelzer Lebensgeschichten. Ein Lesebuch, Seelze 2007
- Karl-Heinz Pfeiffer und Norbert Saul: "Sind wir von der Arbeit müde, ist noch Kraft zu einem Liede" – Musik und Gesang in Seelze. Musikalische Vereine und Gruppen in Seelze von den Anfängen bis heute, Seelze 2005
- Karl-Heinz Pfeiffer und Norbert Saul: Wohnungsnot und Aufbruchstimmung – Die 50er Jahre in Seelze, Seelze 2004
- Karl-Heinz Pfeiffer: Kirchen in Seelze 2003
- Karl-Heinz Pfeiffer: Wasserwege und Brücken in Seelze, 2003
- Karl-Heinz Pfeiffer und Norbert Saul: 100 Jahre Chemiestandort Seelze, 2002
- Hans-Joachim Böttcher und Norbert Saul: Kamille, Löwenzahn und Dill. Vom Nutzen der Pflanzen in Feld, Wald und Garten, Seelze 2000
- Karl-Heinz Pfeiffer und Norbert Saul: Vom Kienspan zur elektrischen Glühlampe, Seelze 2000
- Norbert Saul: Schule damals. Lesebuch zur Geschichte des Seelzer Schulwesens, 1999
- Norbert Saul: 150 Jahre Eisenbahn in Seelze, 1997

## Museumsgütesiegel

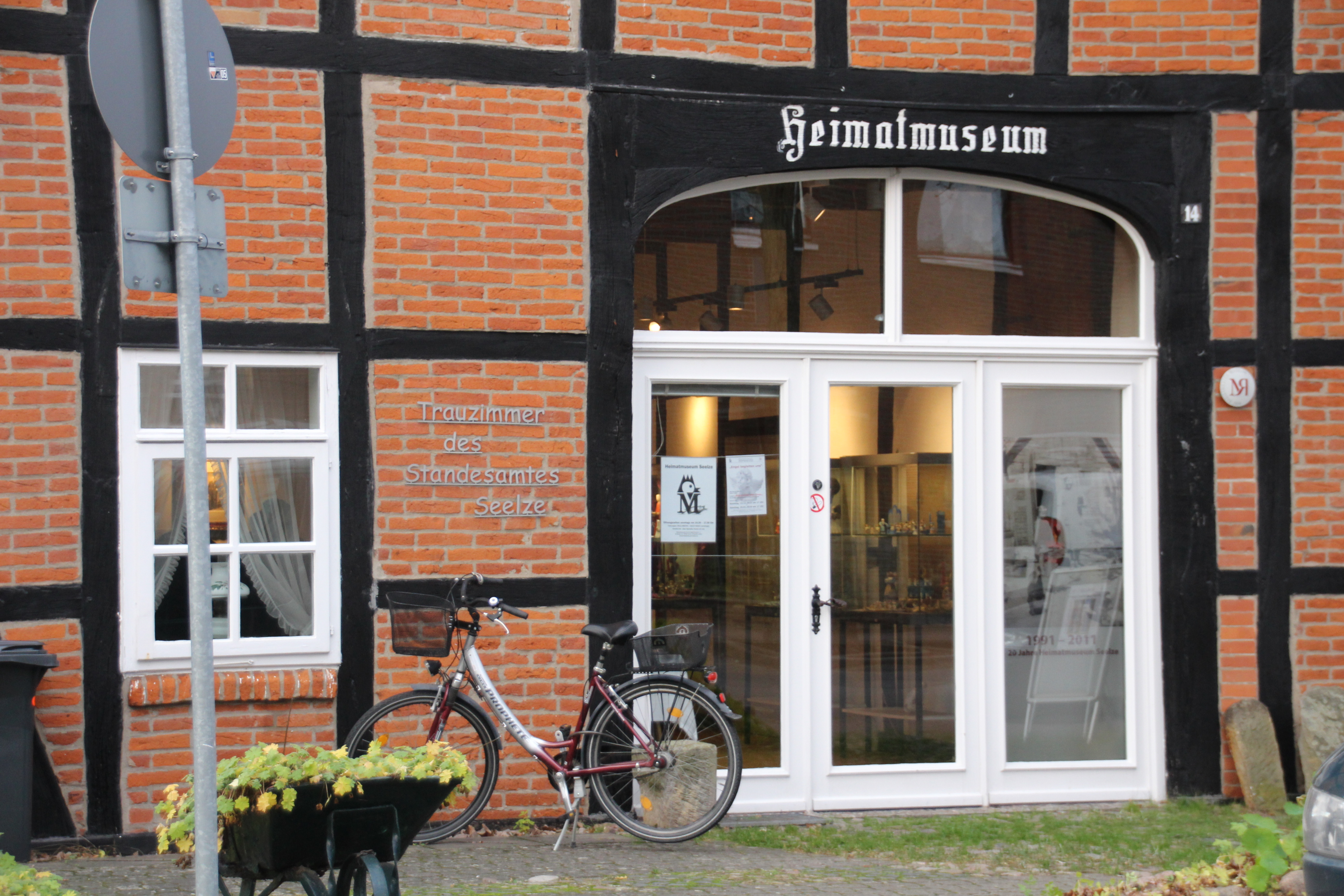
Eingang am früheren Standort Letter mit Gütesiegel rechts von der Tür

Für den Zeitraum 2016 bis 2022 ist das Museum erneut mit dem Gütesiegel des Museumsverbands Niedersachsen-Bremen ausgezeichnet worden. Erstmals war dies 2007 für die Zeit bis 2014 geschehen. Voraussetzung für dieses Qualitätssiegel ist das Einhalten von Standards des Deutschen Museumsbundes. In der Urkunde heißt es: „Das Museum erreicht in den Bereichen, dauerhafte institutionelle und finanzielle Basis, Leitbild und Museumskonzept, Museumsmanagement, qualifiziertes Personal, Sammeln, Bewahren, Forschen und Dokumentieren, Ausstellen und Vermitteln‘ den Standards entsprechende Qualität.“

## Museumstage
An den Museumstagen im Sommer führen vor dem Museum Handwerker vor, wie sie arbeiten, und manchmal lassen sie Besucher ihr Können ausprobieren. Die meisten Produkte der Handwerker kann man kaufen. Die jeweilige Sonderausstellung im Museum ist geöffnet. Essen- und Getränkestände und Musikdarbietungen laden zum Verweilen ein.

## Museumsverein
Die Aktivitäten im Museum werden von Mitgliedern des Museumsvereins für die Stadt Seelze e.V. gestaltet, von der Konzeption der Ausstellungen und deren Gestaltung über das Besorgen von Exponaten, über die Führungen für Interessierte und Gruppen bis zur Aufsicht an den Öffnungssonntagen. Aber auch die Mittelverwaltung, das Einwerben von Spenden, das Schreiben von Texten für die Ausstellungen, die graphische Grundkonzeption von Medien wie Informationstafeln und deren Realisierung sowie Auf- und Abbau und Verwaltung der magazinierten Museumsgegenstände obliegen den Mitgliedern des Museumsvereins. Auch die Museumsleiterin oder der Museumsleiter kommt aus den Reihen der Vereinsmitglieder. In den letzten Jahren waren dies Karl-Heinz Pfeiffer und Erika Turek. Gegenwärtig ist Heinz Gehrke Ausstellungsleiter. Der Museumsverein veranstaltet jährlich Exkursionen für seine Mitglieder. Ziele sind „Orte mit bewegter Vergangenheit“. Aus Anlass des 25-jährigen Bestehens gab der Verein im Jahr 2016 eine Publikation mit dem Titel „Erinnerungen und Bilanz“ heraus.